# Kihei
20°45′33″N 156°27′26″V / 20.75917°N 156.45722°V
Kihei er en amerikansk by i staten Hawaii, i Maui County. I 2000 havde byen et indbyggertal på 16.749.